# Every Heart -Minna no kimochi-
„Every Heart -Minna no kimochi-” (jap. Every Heart -ミンナノキモチ-) – piąty japoński singel BoA, wydany 13 marca 2002 roku przez Avex Trax. Singel promował album o tym samym tytule. Osiągnął 10 pozycję w rankingu Oricon Singles Chart i pozostał na liście przez 10 tygodni, sprzedał się w nakładzie 84 430 egzemplarzy.
Piosenka Every Heart -Minna no kimochi- została wykorzystana w czwartym zakończeniu anime InuYasha.

## Lista utworów
| Nr | Tytuł                                                                                  | Słowa            | Kompozycja    | Aranżacja     | Czas |
| -- | -------------------------------------------------------------------------------------- | ---------------- | ------------- | ------------- | ---- |
| 1. | „Every Heart -Minna no kimochi-” (jap. Every Heart -ミンナノキモチ-)                   | Natsumi Watanabe | BOUNCEBACK    | h-wonder      |      |
| 2. | „Every Heart -Minna no kimochi-” (jap. Every Heart -ミンナノキモチ-) (English Version) | Natsumi Watanabe | BOUNCEBACK    | h-wonder      |      |
| 3. | „LISTEN TO MY HEART” (Ken Harada's TB-Bassin' Remix)                                   | Natsumi Watanabe | Kazuhiro Hara | Kazuhiro Hara |      |
| 4. | „Every Heart -Minna no kimochi-” (jap. Every Heart -ミンナノキモチ-) (Instrumental)    |                  | BOUNCEBACK    | h-wonder      |      |